# بيير بيرين
بيير بيرين (بالفرنسية: Pierre Perrin)‏ هو كاتب مسرحي وكاتب وشاعر فرنسي، ولد في 1620 في ليون في فرنسا، وتوفي في 24 أغسطس 1675 في باريس في فرنسا.

## وصلات خارجية
- بيير بيرين على موقع الموسوعة البريطانية (الإنجليزية)
- بيير بيرين على موقع ميوزك برينز (الإنجليزية)